# 亀ヶ谷
亀ヶ谷（かめがや）は、埼玉県所沢市の大字。郵便番号は、359-0014。

## 地理
所沢市内の東部、柳瀬地区に所属する。面積は約0.7 km2、周囲の南永井・坂之下・日比田と隣接する。
国道463号が通り、オリンピック道路との交差点である亀ヶ谷交差点は交通の要衝であり、商業施設が多く立ち並ぶ。

### 河川
- 東川 - 橋梁：（上流側より）・稲荷橋 ・柳瀬橋

## 歴史
かつては埼玉県入間郡柳瀬村の一部であった。

### 沿革
- 1889年（明治22年）4月1日 - 町村制施行に伴い、坂之下村、城村、南永井村、亀ヶ谷村、日比田村、本郷村が合併し、柳瀬村が成立、柳瀬村の大字亀ヶ谷となる。
- 1955年（昭和30年）4月1日 - 柳瀬村が所沢市・三ヶ島村と合併し、所沢市の大字となる。

## 世帯数と人口
2017年（平成29年）9月30日現在の世帯数と人口は以下の通りである。
| 大字   | 世帯数  | 人口  |
| ------ | ------- | ----- |
| 亀ヶ谷 | 154世帯 | 380人 |

## 小・中学校の学区
市立小・中学校に通う場合の学区（校区）は以下の通り。
| 町丁   | 番・番地 | 小学校                       | 中学校                       |
| ------ | -------- | ---------------------------- | ---------------------------- |
| 亀ヶ谷 | 全域     | 所沢市立柳瀬小学校（坂之下） | 所沢市立柳瀬中学校（坂之下） |

## 交通

### 鉄道
地内に鉄道は敷設されていない。最寄駅はJR東日本武蔵野線 東所沢駅（地内より約1.2 km南方）。

### 道路
- 国道463号（浦和所沢バイパス）
- 市道 オリンピック道路[* 1]
- 市道 柳瀬資料館通り

交差点
- 亀ヶ谷 - 亀ヶ谷歩道橋
- 日比田 - 日比田歩道橋

バス
地内のバス停および運行する系統名は以下の通り
- やなせ荘入口

西武バス 所53-1 ・ 所沢市内循環ところバス東路線
- 柳瀬小学校前

西武バス 所53-1 ・ ところバス東路線
- 柳瀬民俗資料館

ところバス東路線

## 施設
浦和所沢バイパスを中心とした主要な通り周辺には、物流施設などの商業施設やロードサイド店舗が多く立地する。
認定こども園
- 東所沢たんぽぽこども園[8]

公共
- 所沢市立柳瀬民俗資料館 - 農具や昭和28年型オート三輪車などが資料として展示されている[9]。

その他
- 所沢ぶどう園[10]